# Гренсдалюр
Гренсдалюр (исл. Grænsdalur) — небольшая вулканическая система на юге Исландии, неподалеку от города Хверагерди, расположена в одноимённой долине. Наивысшая точка, гора Аулутюр, достигает высоты 497 м.
Расположена на востоке полуострова Рейкьянес. Поскольку две принадлежащие Гренсдалюр геотермальные зоны расположены в пределах города Хверагерди, то и всю вулканическую систему называют системой Хверагерди.
На северо-западе Гренсдалюр примыкает к системам Хенгидль и Хроумюндартиндюр, при этом являясь старейшей из трех вулканических систем. Последнее извержение произошло в плейстоцене.
В городе Хверагерди находится геотермальная область, представляющая собой чередование высоко- и низкотемпературных областей, с фумаролами, горячими источниками, грязевыми котлами и небольшим гейзером под названием Grýla, который редко проявляет активность.
Со времени сильных землетрясений 2008 года, которые потрясли юг Исландии, почти угасшие геотермальные области в северо-восточной части города возобновили активность. Источники, которые лежат на склонах горы Reykjafjall и в значительной степени в области сельскохозяйственного университета, постепенно становятся мощнее. Также возрастает активность в соседних с Гренсдалюр долинах.